# کوه سینوپا
کوه سینوپا (به انگلیسی: Sinopah Mountain) یک کوه در ایالات متحده آمریکا است که در مونتانا واقع شده‌است. کوه سینوپا ۲٬۵۲۲٫۵۶ متر بالاتر از سطح دریا واقع شده‌است.